# هاگینه‌گردها
هاگینه‌گردها (نام علمی: Cyclosorus) نام یک سرده از تیره سرخس‌باتلاقیان است.